# Bernd Tewaag
Bernhard Karl-Otto Tewaag (* 1948) ist ein  Filmproduzent.

## Leben
Tewaag war von 1981 bis 2003 mit der Schauspielerin Uschi Glas verheiratet, mit der er zusammen drei Kinder hat. Sein ältester Sohn Benjamin Tewaag (* 27. April 1976) ist Moderator und Schauspieler. Nach ihrem Ende 2001 wurde die Ehe am 21. Februar 2003 geschieden.

## Produzent
- 1994: Anna Maria – Eine Frau geht ihren Weg
- 2000: Frucht der Gewalt (Fernsehfilm)